# Международный конкурс имени Виотти
Международный музыкальный конкурс имени Виотти (итал. Concorso Internazionale di Musica Viotti) — международный конкурс в области академической музыки, проходящий ежегодно с 1950 г. в итальянском городе Верчелли (Пьемонт) и названный в честь родившегося неподалёку от него скрипача и композитора Джованни Баттиста Виотти. Основателем конкурса стал преподаватель городского музыкального лицея имени Виотти Жозеф Роббоне; теперь его имя носит главный приз конкурса.
Основными номинациями конкурса являются фортепиано и оперное пение, однако в разные годы проводились также конкурсы скрипачей, гобоистов, гитаристов, композиторов, камерных ансамблей. Среди членов жюри конкурса в разные годы были, в частности, Карло Мария Джулини, Артуро Бенедетти Микеланджели, Франко Корелли, Рената Скотто, Иегуди Менухин, Карл Орф, Элизабет Шварцкопф, Джоан Сазерленд и другие выдающиеся музыканты. Победителями конкурса были композиторы Джузеппе Зельми (1952) и Петер Фейхтвангер (1959), пианисты Габриэль Таккино (1953), Жак Рувье (1967), Эва Поблоцка (1977), Анджела Хьюитт (1978), Гульджамиля Кадырбекова (1980).